# TravelFactory
TravelFactory est une agence de voyages et un groupe français, spécialiste de la vente de séjours en ligne ainsi que de l'organisation de séjours en groupe. Fondé en 1998, le Groupe commercialise notamment les marques Locatour, Travelski et GoldenVoyages. 
TravelFactory est membre d'Atout France et du SNAV.

## Histoire
TravelFactory est fondé en 1998 par Yariv Abehsera, qui lance en 2000 une marque consacrée aux séjours packagés pour les destinations ski en France, ciblant notamment la tranche d'âge 18-25 ans : GoldenVoyages.
TravelFactory lance en 2005 la marque Travelski, qui propose une offre dite « packagée », sur mesure dans les destinations de sports d'hiver à destination du grand public. L'année suivante, c'est au tour de la marque DeclicFrance, puis d'Espanaclic en 2009 d'être lancées, spécialisées dans les vacances en France et en Espagne. 
En 2008, TravelFactory signe un partenariat exclusif en marque blanche avec lastminute.com, qui l'amène à produire pour le compte de cette marque des séjours en France et en Espagne, ainsi qu'à assurer la relation client sur ces destinations. 
En 2011, TravelFactory rachète les marques Locatour et Snotour, notamment présentes dans un réseau de plus de 3 000 agences de voyages, à la suite de la liquidation de la société Le Tourisme Moderne. Deux ans plus tard, les marques DeclicFrance, Espanaclic, Snotour et Locatour fusionnent pour laisser place à la seule marque Locatour pour les séjours en France, Espagne, Italie et Portugal. 
Depuis 2014, TravelFactory a poursuivi sa politique d'acquisition ou de création de nouvelles marques dans des activités complémentaires aux siennes, notamment la location de matériel de ski, l'immobilier en station de sports d'hiver ou les séjours étudiants. 
Travelski a lancé à l'occasion de la saison hiver 2015/2016 sa première campagne publicitaire à la télévision.
TravelFactory a ouvert en 2017 un laboratoire technologique de R&D à Ra’anana, en Israël[pertinence contestée]. 
En janvier 2018, la Compagnie des Alpes est devenue l'actionnaire majoritaire, de TravelFactory.

## Organisation et marques
Le Groupe TravelFactory a réalisé en 2015/2016 un chiffre d'affaires de 80 millions d'euros pour 331 619 clients.
Les marques actuelles du Groupe (dates de création ou d'acquisition) sont : 
- GoldenVoyages (2000)[1] : séjours étudiants en groupe ;
- Travelski (2005)[1] : séjours au ski en France ;
- Locatour (2011)[5] : location de vacances en France, Espagne, Italie et Portugal ;
- Ski & Soleil (2014)[11],[12] : réseau d'agences immobilières dans les principales stations de ski des Alpes françaises ;
- Simplytoski (2014)[13] : location de matériel de ski ;
- Ski-line.be (2015)[14] : séjours étudiants en groupe au ski ;
- Alpes for You (2015)[15] : centrale de réservation d'agences immobilières dans les Alpes ;
- Alpes Ski Résa (2018) : séjours au ski dans les Alpes françaises.

Outre ses marques propres, les séjours produits par TravelFactory sont distribués sous marque Locatour ou sous marque blanche par Lastminute.com, Départ 18-25, Carrefour Voyages, Leclerc Voyages, Selectour Afat, Havas Voyages et Thomas Cook. 
Les anciennes marques du Groupe (dates de création ou d'acquisition - dates de disparition ou de cession) sont : 
- DeclicFrance (2006 - 2013)[6] : location de vacances en France ;
- Espanaclic (2009 - 2013)[6] : location de vacances en Espagne ;
- Snotour (2011 - 2013)[6] : séjours au ski en France ;
- Location Ski Moins Cher (2014 - 2017)[16] : location de matériel de ski ;
- SkiDiscount (2014 - 2017)[16] : location de matériel de ski.